# Анке Карстенс
Анке Карстенс (нім. Anke Karstens, 13 жовтня 1985) — німецька сноубордистка, олімпійська медалістка. 
Срібну олімпійську медаль Анке здобула на Іграх 2014 року в Сочі в паралельному слаломі. 

## Зовнішні посилання
- Досьє на сайті FIS [Архівовано 6 березня 2014 у Wayback Machine.]